# СИЗО-6 (Москва)
Следственный изолятор № 6 в Москве (СИЗО-6 Печатники)— российский следственный изолятор. Построен в конце XX века, использовался как женский лечебно-трудовой профилакторий № 4. Единственный женский следственный изолятор в Москве

## Описание
С 1987 года на месте Следственного изолятора № 6 располагался женский лечебно-трудовой профилакторий № 4. В 1993 году он был закрыт. МВД России приняло решение на его базе открыть женский следственный изолятор на 810 мест. В период с января 1994 по июль 1996 года проводилась реконструкция ЛТП. 20 июля 2006 г. СИЗО-6 введен в эксплуатацию. На открытии присутствовали Министр внутренних дел генерал армии А. С. Куликов, мэр города Москвы Ю. М. Лужков, начальник ГУВД г. Москвы генерал-лейтенант милиции Н. В. Куликов.
Расположен по адресу: Шоссейная улица, дом 92.
, был открыт в 1996 году на базе бывшего женского лечебно-трудового профилактория.
Изначально здесь содержались женщины, в том числе матери с детьми до трех лет, а также несовершеннолетние девочки. В настоящее время СИЗО-6 является единственным женским следственным изолятором в Москве

## Известные заключенные
- Мария Алехина
- Надежда Толоконникова
- Евгения Васильева[3].
- Елена Блиновская
- Лилия Чанышева
- Надежда Буянова
- Элина Сушкевич и Елена Белая

## Инциденты
27 июля 2020 года в СИЗО-6 «Печатники» произошёл пожар. Возгорание началось в здании пекарни, одной из возможных причин назвали короткое замыкание. Площадь пожара составила 30 м². Из здания СИЗО эвакуировали 850 человек, их переместили в безопасное место в пределах учреждения. Погибших и пострадавших не было.